# استفان کولتی
استفان کولتی (انگلیسی: Stephen Colletti؛ زادهٔ ۷ فوریهٔ ۱۹۸۶) بازیگر سینما و بازیگر تلویزیون اهل ایالات متحده آمریکا است.